# جوزيف بيكر (سياسي)
جوزيف بيكر (بالإنجليزية: Joseph Baker)‏ هو سياسي أمريكي، ولد في 1959. حزبياً، نشط في الحزب الجمهوري. وقد انتخب عضو مجلس نواب فيرمونت.